# Fortifications de Rodemack
Les fortifications de Rodemack sont un ensemble d'éléments défensifs médiévaux, situés à Rodemack, en France, au nord de Thionville.

## Généralités
Les fortifications sont situées à Rodemack, dans le département de la Moselle, en région Grand-Est (anciennement région Lorraine), en France. Une première enceinte protège le château et une deuxième ceinture entoure le bourg de Rodemack.

## Histoire
L'enceinte a probablement été érigée au XVe siècle. Elle fut ensuite détruite en partie en 1483 et 1673, remise en état dans le dernier quart du XVIIe siècle, puis restaurée au XVIIIe siècle par l'armée française qui occupait la place. La porte de Thionville a été rasée dans la première moitié du XIXe siècle.
La voûte de la porte de Sierck fut détruite en 1944 pour permettre le passage des chars américains, puis reconstruite en 1989.
Les anciennes fortifications sont classées au titre des monuments historiques par arrêté du 21 septembre 1905.

## Description
Les remparts, qui s'étirent sur 700 mètres, sont percés de meurtrières et rythmés par des tours rondes.

## Galerie

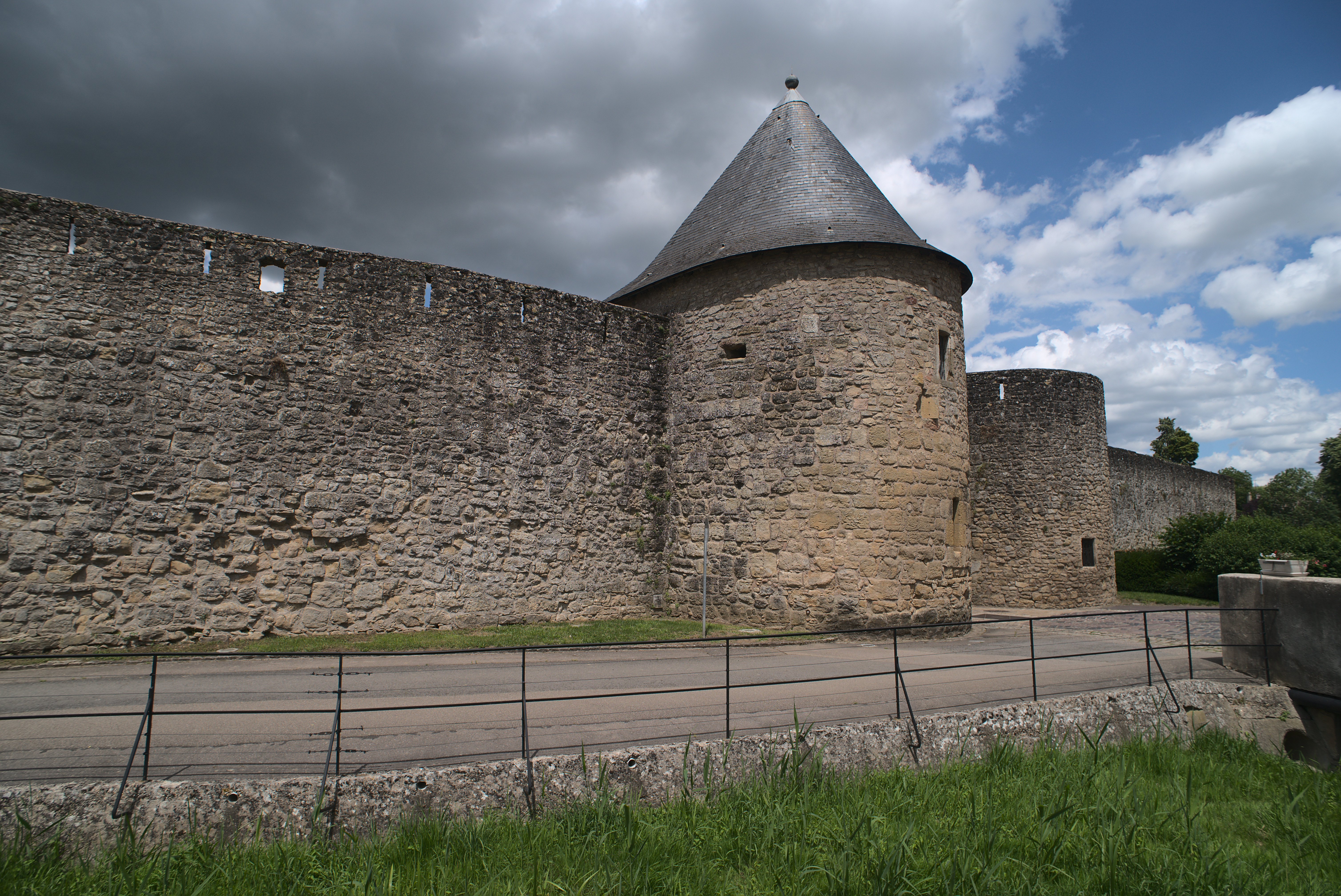
Remparts.
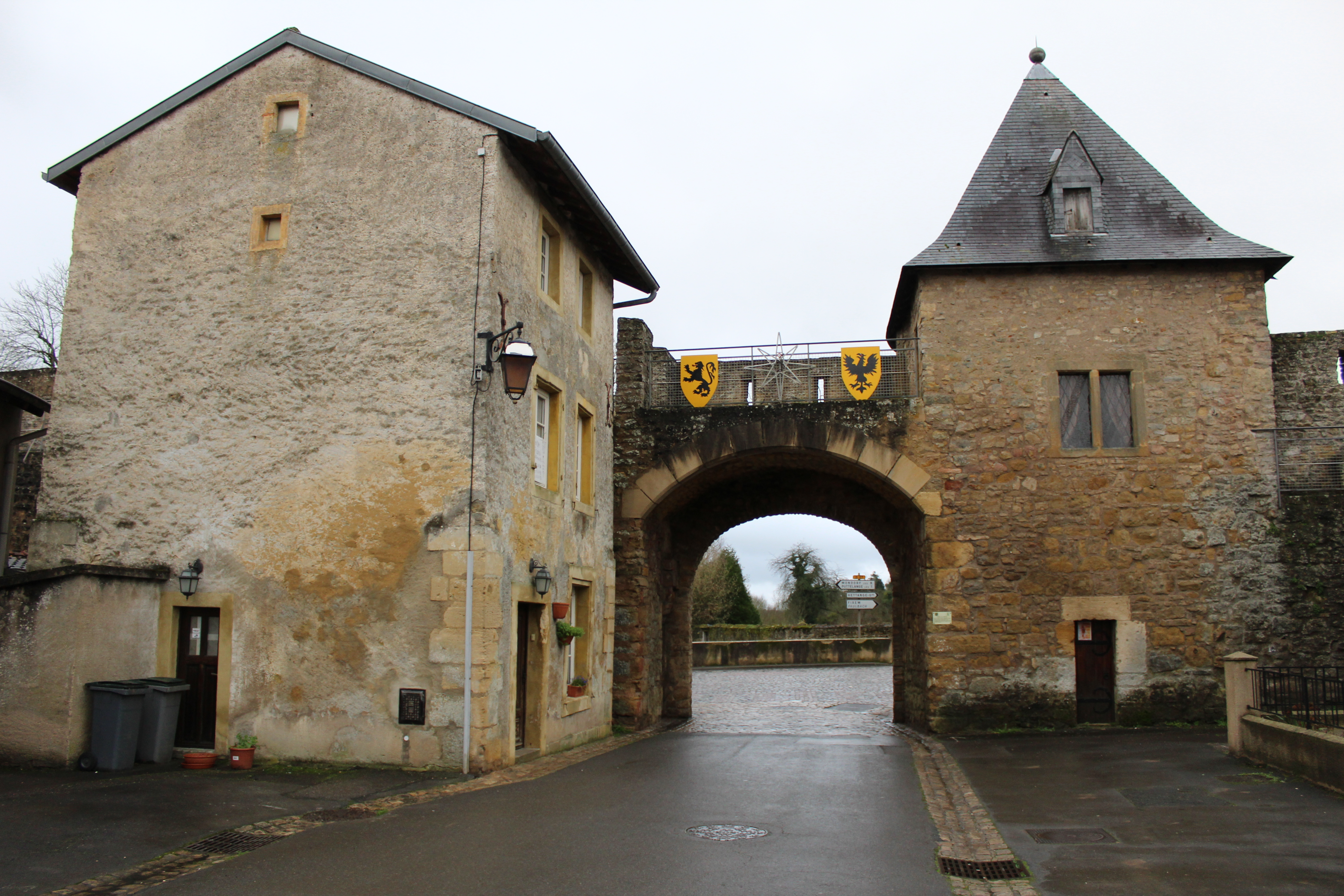
Porte de Sierck côté intérieur, avec la maison de l'octroi.
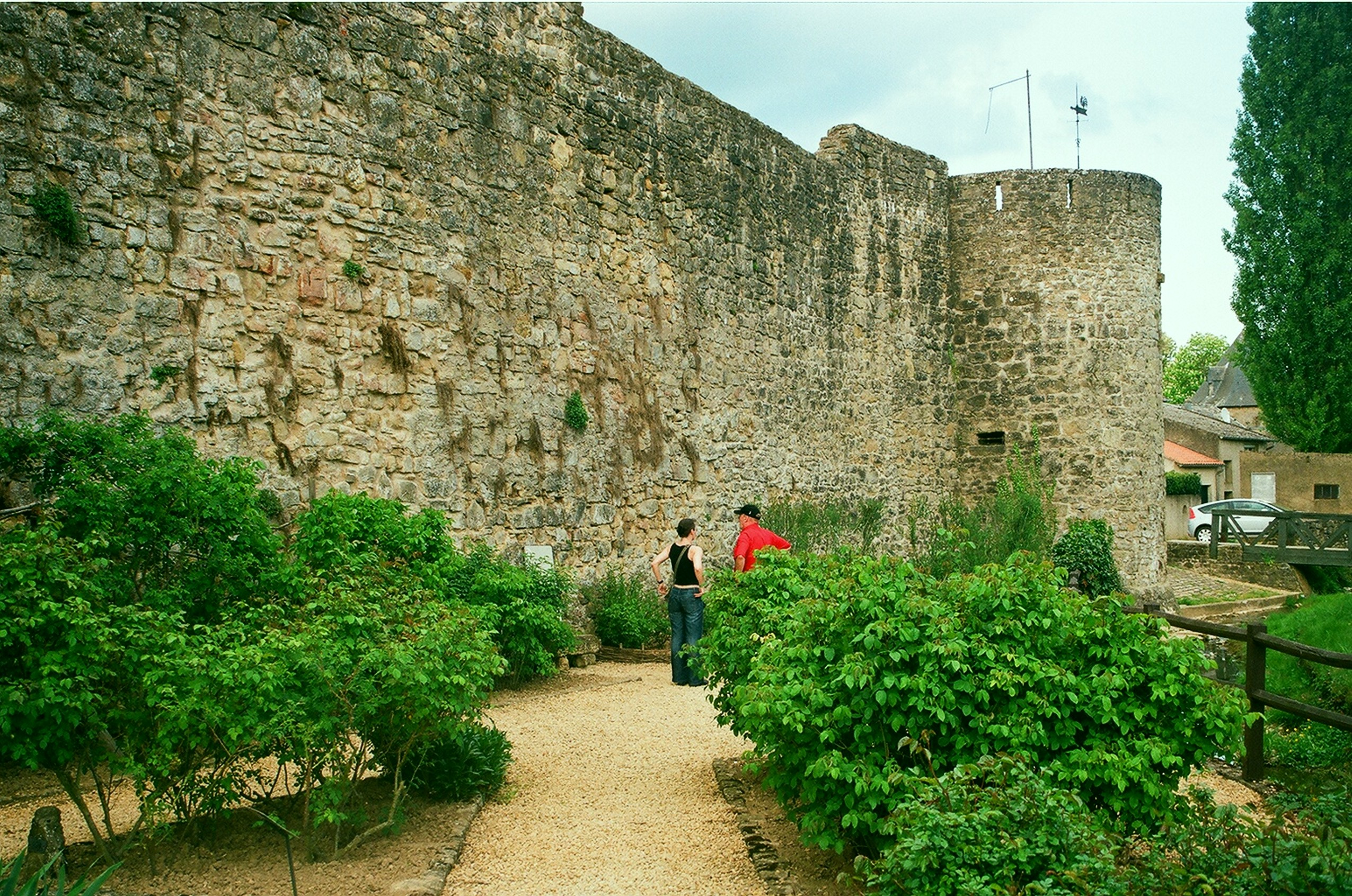
Remparts.